# Аїргуль
Аїрґу́ль (крим. Ayırgül) — маловодна річка (струмок) в Україні у Бахчисарайському районі Автономної Республіки Крим, у гірському Криму. Права притока річки Бельбек, (басейн Чорного моря).

## Опис
Довжина річки 6,0 км, площа водозбору 11,6 км, найкоротша відстань між витоком і гирлом — 5,69  км, коефіцієнт звивистості річки — 1,05 . Формується багатьма безіменними струмками та загатами.
На деяких мапах річка позначається як Скаро.

## Розташування
Бере початок на південно-східному боціі від села Високе (до 1944 року — Керменчик, крим. Kermençik та на північно-східних схилах гори Чуку (756,8 м). Тече переважно на південний захід листяним лісом понад горою Сююр-Тепе (623,0 м) та понад селом Сонячносілля (до 1945 року — Аїр-Ґюль, крим. Ayır Gül, рос. Солнечноселье)  і біля села Аромат (село) (Вітім, крим. Aromat, рос. Аромат)  впадає у річку Бельбек.

## Цікаві факти
- У минулому столітті біля гирла річки розташовувалися печі з виготовлення деревного вугілля[5].
- Біля села Аромат річку перетинає автошлях Т 0117 (автомобільний шлях територіального значення в Автономній Республіці Крим, Бахчисарай — Ялта) .